# Isavarre
Isavarre (IPA: [dʒaˈβari]) és un poble del terme municipal d'Alt Àneu, a la comarca del Pallars Sobirà. Pertanyia a l'antic municipi de Sorpe.
Està situat a 1.092,6 metres d'altitud, a l'esquerra de la Noguera Pallaresa i a la dreta del Barranc de Buixerri, just al nord d'on es troben aquests dos cursos d'aigua. És als peus de l'extrem sud-oest del Serrat del Broncal.
La menció més antiga del lloc d'Isavarre és una convinença de l'any 1064, en què els comtes de Pallars, Artau I i Ramon VI, pactaren que aquesta vila passaria a formar part del Pallars Sobirà. Durant tota l'edat mitjana, Isavarre estigué vinculat al monestir de Santa Maria de Gerri.
Fou municipi independent fins a 1846, any en què, juntament amb Borén, s'agregà a Sorpe.
Pel que fa al seu patrimoni, destaca l'església parroquial de Sant Llorenç. És una construcció del segle xii, força modificada, que conserva una portalada esculturada amb arquivoltes, que recorda les de les esglésies de Sant Joan d'Isil, Sant Lliser d'Alós d'Isil i Sant Martí de Borén. Al seu interior serva dues piques de pedra decorades, una de baptismal i l'altra per a contenir-hi els Sants Olis.
L'església era decorada amb pintures murals romàniques repartides en l'actualitat entre el Museu Nacional d'Art de Catalunya (Barcelona), el Museu Diocesà d'Urgell (la Seu d'Urgell) i el Toledo Museum of Art (Ohio, Estats Units).
Damunt de la Noguera Pallaresa, en el camí vell de Sorpe, ara en desús, hi ha les restes d'un pont romànic.

## Etimologia
Segons Joan Coromines, Isavarre és un dels molts topònims pirinencs d'origen basc. Està format per diverses arrels preromanes; comparteix amb Isil la primera arrel, isil (silenciós, amagat), que podria contenir el sufix -il (mort), al qual s'afegeix -barre (lloc de més avall). Tots aquests topònims són clarament descriptius de la geografia on es troben aquests pobles.

## Geografia

### El poble d'Isavarre

#### Les cases del poble[2]
| - Casa Anton - Casa Cabaler - Casa Capella - Casa Carles - Casa Carme - Casa Carmeta - Casa Cisco - Casa Cobert de Pierró | - Casa Cobert de Ramon - Casa Constancet - Casa Ferrera - Casa Fineta - Casa Inés - Casa Jepa - Casa la Llúpia Lluca - Casa la Llúpia de Constancet | - Casa Lluquet - Casa Madrilenyes - Casa Masover - Casa Medalla - Casa Menescal - Casa Miqueu - Casa Moscardó - Casa Negret | - Casa Nyei - Casa Peró - Casa Pierro - Casa Portella - Casa Pubill - Casa Quico - Casa Ramon - La Rectoria | - Casa Ribera - Casa Ricou - Casa Sastre - Casa Vella - Casa Vella de Negret - Casa Visa - Casa Xamora |

## Història

### Època moderna
En el fogatge del 1553, Isabarre declara 6 focs laics i 2 d'eclesiàstics (uns 40 habitants).

### Edat contemporània
Pascual Madoz dedica un article del seu Diccionario geográfico... a Isabarre. Hi diu que és una localitat amb ajuntament, situada a la Vall d'Àneu, a l'esquerra de la Noguera Pallaresa, envoltat d'altes muntanyes. Hi regnen els vents del nord i sud, i el clima és extraordinàriament fred, propens a pulmonies i reumes. Tenia en aquell moment 22 cases, Casa de la Vila i l'església parroquial de Sant Llorenç màrtir, servida per un rector ordinari de nomenament reial vuit mesos l'any i tres beneficiats. Dins de la població hi ha la capella de la Mare de Déu del Roser. Les terres són muntanyoses, fluixes i pedregoses, de qualitat regular, i al nord-est hi té una muntanya alta, però despoblada. S'hi collia blat, sègol, ordi, patates, fenc i pastures. S'hi criava bestiar de tota mena, preferentment vacum, i hi havia caça de llebres i perdius i pesca de truites. Comptava amb 16 veïns (caps de casa) i 97 ànimes (habitants).